# Parafia Wniebowzięcia Najświętszej Maryi Panny w Gołczy
Parafia Wniebowzięcia Najświętszej Maryi Panny – parafia rzymskokatolicka w Gołczy (diecezja kielecka, dekanat miechowski).
Erygowana w 1440. Mieści się pod numerem 105. Duszpasterstwo w niej prowadzą księża diecezjalni.